# At the Heart of Winter
At the Heart of Winter es el quinto álbum de estudio de la banda noruega de black metal, Immortal. Es el primer álbum sin Demonaz como guitarrista, pues sufrió una tendinitis aguda es sus manos. El álbum es notable por su sonido diferente siendo aún black metal pero con toques del thrash metal. Además es un álbum más técnico que los anteriores y los temas adquieren una larga instrumentación (en el tema «Where Dark and Light Don't Differ» el vocalista Abbath no canta hasta el minuto 1:30). 
Es el primer álbum sin foto en la portada (en su lugar tiene una pintura que muestra la fortaleza del reino de Blashyrkh), además en este disco se utiliza el nuevo diseño del logo de la banda.
El álbum también fue lanzado en una edición limitada en metal box y una edición numerada a mano en LP por Osmose Productions (más tarde reeditada el 2005).

## Lista de canciones
Toda la música por Abbath, letras de Demonaz
1. «Withstand the Fall of Time» – 8:30
2. «Solarfall» – 6:02
3. «Tragedies Blows at Horizon» – 8:56
4. «Where Dark and Light Don't Differ» – 6:45
5. «At the Heart of Winter» – 8:00
6. «Years of Silent Sorrow» - 7:54¨

- Duración total 46:07

## Créditos
- Abbath Doom Occulta - guitarra, bajo, teclado y voces.
- Horgh - batería.
- Demonaz Doom Occulta - letras.